# Détomidine
La détomidine est un α2-agoniste utilisé en anesthésiologie vétérinaire. En France et en Suisse, il ne possède d'autorisation de mise sur le marché (AMM) que pour les chevaux et les bovins.

## Mode d'action
La détomidine agit sur les récepteurs adrénergiques α2 localisés dans le système nerveux central et le cœur. Elle diminue la libération de noradrénaline et provoque une inhibition du système nerveux sympathique. Ainsi, la détomidine est responsable d'une diminution de la vigilance, de la nociception et du tonus musculaire.
À l'étage cardiaque, elle provoque une bradyarythmie.
La détomidine agit également sur les récepteurs adrénergiques α1, ce qui provoque une vasoconstriction périphérique et une hypertension. Ses effets secondaires sont beaucoup plus marqués qu'avec la xylazine.

## Pharmacocinétique
Après administration, la détomidine est très vite distribuée aux tissus, dont l'encéphale.

## Utilisation, posologie
La détomidine possède une activité sympatholytique. Elle est utilisée en médecine vétérinaire comme sédatif et myorelaxant, ainsi que comme analgésique, notamment en cas de colique chez le cheval.

Chez le cheval, la détomidine est utilisée à la dose de 20  à   40 μg·kg-1 par voie intramusculaire ou intraveineuse, et à la dose de 60 µg kg−1 par voie orale.

## Effets secondaires
La détomidine provoque une dépression cardio-respiratoire importante à l'origine d'une bradycardie sinusale, de blocs atrio-ventriculaires et d'une bradypnée. Elle induit également une vasoconstriction.

## Contre-indications
- Blocs atrio-ventriculaires ou sino-atriaux
- Insuffisance coronarienne sévère
- États de choc
- Insuffisance hépato-cellulaire grave
- Insuffisance rénale
- Impactions intestinales

## Interactions médicamenteuses
Les phénothiazines peuvent potentialiser l'hypotension provoquée par la détomidine. L'administration concomitante de sulfonamides potentialisés avec du triméthoprime peut induire des dysrythmies fatales.

## Antagonisation
La détomidine est antagonisée par des α2-antagonistes, comme l'atipamézole et la yohimbine.

## Médicaments vétérinaires disponibles en France
- Domosédan (détomidine)
- Antisédan (atipamézole)